# 許喻理
許喻理（筆名：編輯小姐Yuli），台灣圖文作家，曾任出版社編輯。2016年出版首本圖文創作書《編輯小姐Yuli的繪圖日誌：劇透職場，微厭世、不暗黑的辦公室直播漫畫》。2018年出版圖文創作書《可不可以fire老闆？手搖杯+泡麵+(房貸)＝老闆你說的都對！》。2021年與姚姚一起主持博客節目《這個，我不推！》。

## 外部來源
- 編輯小姐Yuli的繪圖日誌的Facebook專頁（中文）
- . RakoSell.   [2024-07-02]. （原始内容存档于2024-07-02） （中文）.